# Mina Live '78
Mina Live '78 è il terzo e ultimo album dal vivo della cantante italiana Mina, pubblicato nell'ottobre 1978 dalla PDU con distribuzione EMI Italiana.

## Descrizione

foto interna al disco

Documenta l'ultimo concerto, tenuto il 23 agosto 1978 al teatro tenda "Bussoladomani" a Lido di Camaiore, divenuto storico in quanto rappresenta l'ultima apparizione pubblica dal vivo della cantante, che comunque proseguirà la sua carriera con un'intensa attività discografica.
In ordine cronologico è l'ultimo dei tre album dal vivo incisi dalla cantante; i precedenti sono Mina alla Bussola dal vivo (1968) e Dalla Bussola (1972). Tutte registrazioni di altrettanti concerti tenuti in epoche diverse, sempre nel celebre locale notturno di Sergio Bernardini La Bussola di Focette sul lungomare a Marina di Pietrasanta in Versilia.
Il disco è tratto da una registrazione di prova audio effettuata dal tecnico Nuccio Rinaldis (in accordo con il direttore d'orchestra Pino Presti), cui sarebbe dovuta seguire una ripresa televisiva, prevista per l'ultima esibizione in cartellone, ma, a causa di seri motivi di salute della cantante, la serie di concerti terminò dopo l'undicesima serata, rispetto alle 15 previste. Il video finale quindi non fu realizzato: ne esiste soltanto una ripresa amatoriale in Super8, mai pubblicata perché di scarsa qualità.
Pubblicato anche su 2 musicassette (PDU PMA 698/9), e su 2 compact disc (PDU 50999 2 60328 8 7), nel 2001 è stato rimasterizzato con tecniche digitali su un unico compact disc (PDU 243 5365182).

## Tracce
Disco 1 - Lato A
1. Stasera io qui[5] – 2:03 (Ivano Fossati; edizioni musicali RCA) – in studio
2. Stayin' Alive – 1:45 (Bee Gees; edizioni musicali Chappel)
3. L'importante è finire – 2:54 (testo: Cristiano Malgioglio – musica: Alberto Anelli; edizioni musicali PDU/Curci)
4. Non può morire un'idea – 4:25 (Ivano Fossati; edizioni musicali RCA)
5. E poi... – 5:07 (testo: Andrea Lo Vecchio – musica: Shel Shapiro; edizioni musicali PDU/Shesha)

Lato B
1. Sognando – 4:02 (Don Backy; edizioni musicali PDU/Alfiere)
2. Ancora, ancora, ancora – 4:33 (testo: Cristiano Malgioglio – musica: Gian Pietro Felisatti; edizioni musicali PDU/Insieme)
3. Lacreme napulitane – 4:53 (testo: Libero Bovio – musica: Francesco Buongiovanni; edizioni musicali Santa Lucia)
4. El porompompero – 2:53 (testo: José Antonio Ochaíta, Xandro Valerio, Gomez Rodriguez – musica: Juan Solano Pedrero; edizioni musicali Nazionalmusic)

Disco 2 - Lato A
1. Medley – 8:06

1. Città vuota (It's a Lonely Town) – 3:35 (testo: Giuseppe Cassia – musica: Doc Pomus, Mort Shuman; edizioni musicali PDU/Aberbach)
2. Amante amore – 3:29 (testo: Cristiano Malgioglio – musica: Pino Presti; edizioni musicali PDU)

Lato B
1. Medley – 9:11 (testo: Mogol – musica: Lucio Battisti; edizioni musicali Acqua azzurra)

1. We Are the Champions[6] – 4:16 (Freddie Mercury; edizioni musicali Francis Day)
2. Grande, grande, grande – 3:35 (testo: Alberto Testa – musica: Tony Renis; edizioni musicali PDU/ItalCarisch)

## Versioni Tracce
- Sognando

versione studio nell'album Singolare (1976)
- Ancora, ancora, ancora

versione studio solo nella raccolta Del mio meglio n. 7 (1983)
- El porompompero

versione studio nell'album Plurale (1976)
- Georgia on My Mind

versione Live TV da Canzonissima del 30 novembre 1968, medley: Arrivederci/Georgia on My Mind/Azzurro, nella raccolta Signori... Mina! vol. 4 (1993)
- Amante amore

versione studio nell'album Mina con bignè (1977)
- Emozioni

versione studio nell'album Minacantalucio (1975)
versione Live TV da Teatro 10 del 23 aprile 1972 duetto con Lucio Battisti, medley: Insieme/Mi ritorni in mente/Il tempo di morire/E penso a te/Io e te da soli/Eppur mi son scordato di te/Emozioni, nella raccolta Signori... Mina! vol. 1 (1993)
- I giardini di marzo

versione studio nell'album Minacantalucio (1975)

## Musicisti

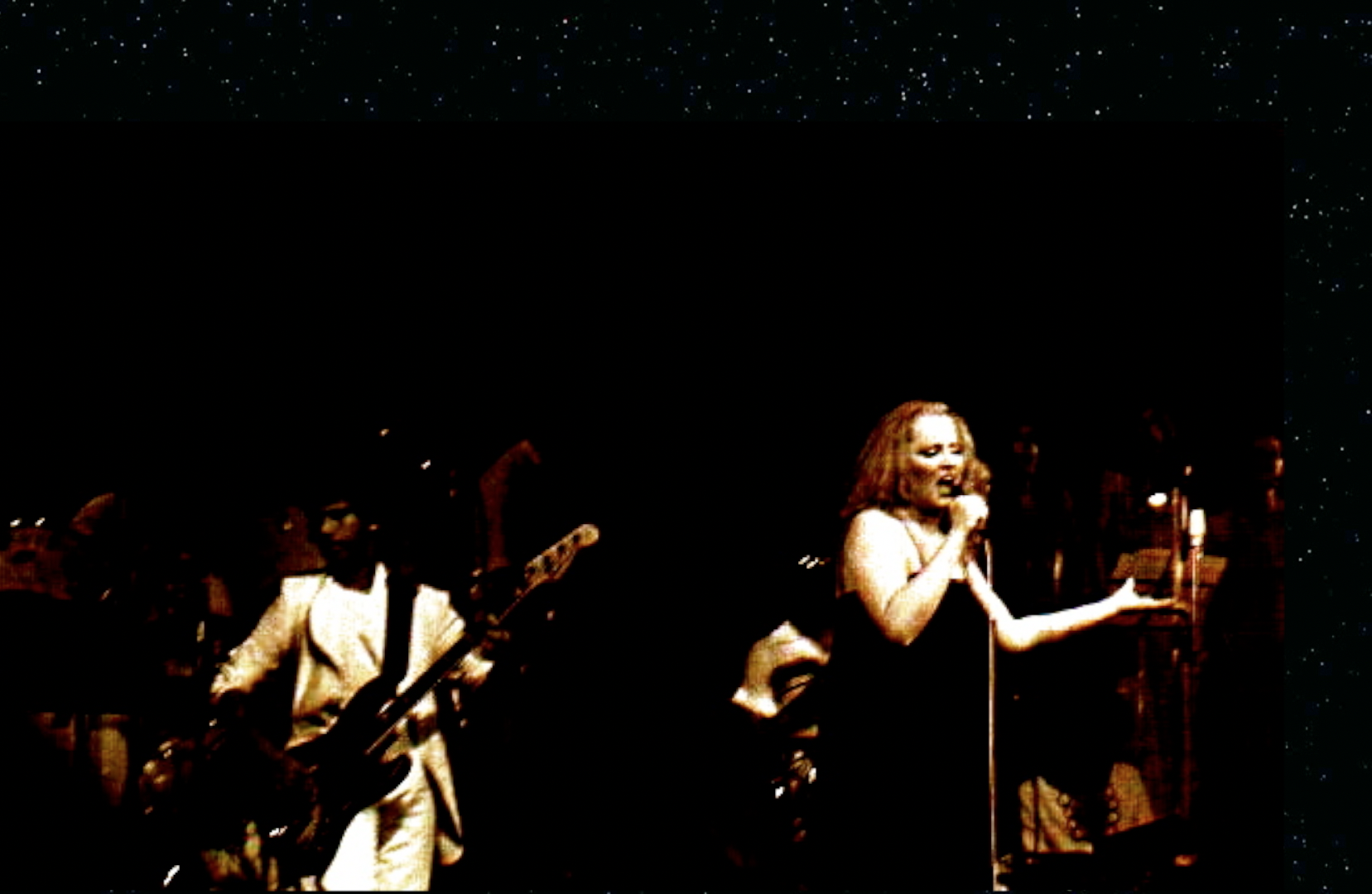
Mina accompagnata dall'orchestra diretta da Pino Presti (al basso) durante la registrazione dal vivo.

### Artista
- Mina - voce

### Arrangiamenti e direzione orchestrale
- Pino Presti

### Formazione
- Nando de Luca - pianoforte
- Alberto Mompellio, Aldo Banfi - tastiere
- Sergio Farina, Beppe Cantarelli - chitarre
- Bruno De Filippi - armonica a bocca, chitarra, mandolino
- Pino Presti - basso elettrico
- Cosimo Fabiano - contrabbasso
- George Aghedo - percussioni
- Walter Scebran - batteria
- Miriam Del Mare, Lella Esposito, Marva Jan Marrow, Wanda Radicchi - cori

Tecnico del suono
- Nuccio Rinaldis

## Successo commerciale
Al 17º posto nella classifica degli album più venduti nel 1979, è arrivato fino al 4° in quella settimanale.
È anche presente tra i "100 migliori album italiani" secondo la rivista Rolling Stone Italia, in posizione numero 81. Sempre da Rolling Stone Italia, è stato inserito tra i "20 migliori album live italiani".
Nell’aprile 2024 l’album è riproposto da Warner Music Italy che confeziona e pubblica in edizione limitata e numerata, il triplo album Mina Live alla Bussola 1968-1978, costituito da un box  contenente i 4 LP incisi dal vivo da Mina, registrati alla Bussola di Marina di Pietrasanta negli anni 1968, 1972 e 1978.
Una curiosità: Pino Presti, bassista, arrangiatore, bandleader nel Live '78, aveva già fatto parte come bassista  nell'orchestra diretta da Augusto Martelli nel Live alla Bussola del 1968.